# Merci, les enfants vont bien
Merci, les enfants vont bien est une série télévisée française créée par Anna Fregonese et Raphaëlle Valbrune, diffusée entre le 28 septembre 2005 au 9 avril 2009

## Synopsis
Grâce à un héritage, Isabelle et Jean-Pierre Blanchet réalisent enfin leur rêve, celui de quitter la banlieue parisienne pour aller s'installer dans l'arrière pays marseillais avec leurs sept enfants. Mais en arrivant, les ennuis commencent pour la famille car la maison est en piteux état, les enfants peinent à s'adapter à leur nouvelle vie, et Isabelle est à nouveau enceinte.

## Distribution
- Pascale Arbillot : Isabelle
- Bernard Yerlès : Jean-Pierre
- Virginie Lanoue : Emma
- Mélanie Thierry : Isis (Saison 1)
- Nicolas Gob : Benjamin
- Marie Denarnaud : Isis (Saisons 2 à 3)
- Anthony Martin : Erwan
- Valérie Leroy : Rose
- Amélie Lerma : Heloïse
- Rebecca Faura : Violette
- Tilly Mandelbrot : Pénélope
- Michèle Moretti : Madeleine
- Annie Grégorio : Babette
- Cyril Lecomte: Christophe

## Épisodes

### Première saison (2005)
1. Ça déménage !
Résumé : La famille Blanchet quitte la région Parisienne pour l'arrière-pays marseillais. Ils n'avaient cependant pas pensé que leurs sept enfants allaient avoir du mal à s'adapter, ni qu'Isabelle allait tomber encore enceinte ...
2. Restons Zen !
L'arrivée du huitième enfant dans la famille n'a pas fait que du bien, notamment au couple entre Jean-Pierre et Isabelle. Alors que celui-ci, qui travaillait trop, veut s'arrêter, Isabelle n'a qu'une envie: s'éclater !!!

### Deuxième saison (2006)
1. Vive les mariés !
L'aînée de la famille, Emma, descend par surprise voir ses parents avec son nouveau fiancé, François. Tout de suite trop gentil, il provoque la méfiance de la famille, surtout d'Isabelle et Jean-Pierre, qui soupçonne des activités louches ...
2. Coup de foudre !
Après son mariage raté avec François, Emma est en dépression. Ses frères et sœurs décident de monter une maison d'hôtes chez eux, pour lui remonter le moral. En en faisant la promo, Emma rencontre quelqu'un d'autre, mais ce n'est pas vraiment la bonne personne : Christophe, l'ex-amant d'Isa ...

### Troisième saison (2008)
1. Congé paternité
Jean-Pierre a trouvé une formule pour une crème miracle, qui pourrait le faire devenir milliardaire. Mais Mayan, son patron, lui vole le brevet, et le fait publier derrière son dos. Sur un coup de sang, Jean-Pierre démissionne sans en parler à Isabelle. Pendant ce temps, Benjamin et Isis sont parents d'une petite Louise, mais ça ne se passe pas comme prévu ...
2. Système B
3. Un nuage passe ...
4. Âmes sœurs

### Quatrième saison (2008)
1. La Belle Vie
2. Coup de Poker
3. Elle ou Moi
4. La Rançon du Succès

## Récompense
- 2007 : Prix du public/TV Hebdo - Catégorie Téléfilms au Festival de la fiction TV de La Rochelle[1]